# الميثاق الوطني الجزائري

## تعريف
الميثاق الوطني الجزائري هو مجموعة من النصوص إقترحها الرئيس الجزائري هواري بومدين في 1976، لمعالجة عدة ملامح من الحياة اليومية والسياسية للمواطنين الجزائريين، وتطور نظرة تاريخية لركائز المجتمع الجزائري

## تاريخ
تم الوفاق على الميثاق الوطني في جوان 1976 باستفتاء عام، لوحظ فيه نقاش داخلي كثيف، نتاج تدخل النقابات العمالية، أعضاء الحزب الواحد آنذاك أي جبهة التحرير الوطني، وحتى الجمعيات. ظهرت العقيدة في الميثاق الجديد كأساس، تأكيدا على الاشتراكية، والحكم الفردي. تأكدت زعامة الجبهة كحزب واحد ووحيد للجزائر، بمعنى أنه الممثل الوحيد لتاريخ البلد، ورمز الشعب الجزائري.

## نتائج الإستفتاء على الميثاق
تبع الميثاق سريعا،
- دستور جديد. وثيقة طويلة عريضة، ب199 مادة، تحوي الهيكل السياسي الجديد المعلن في الميثاق الوطني. أعاد الدستور، مجلس الشعب، المكون فقط من أعضاء الحزب الواحد. أقرت المواد من 12 إلى 29 في دستور 1976، دور الجبهة الوحيد على الساحة. لم يكرس الدستور الجديد فصل السلطات، بل وطدها في الجهاز التنفيذي، الرئيس ببساطة. عين بومدين رئيسا للجمهورية والحكومة، القائد الأعلى للقوات المسلحة، ووزير الدفاع، لم يبق إلا زعيم الحزب الواحد، وكان له ذلك.
- المجلس الشعبي أنتخب في فبراير 1977. صحيح أن أعضاءه كانت كلها من حزب جبهة التحرير، إلا أنها كانت بمعتقدات ومستويات مختلفة. كثير من العمال والفلاحين المنتخبين، كعنوان للعدالة الاجتماعية الحقة، التي أرادها سلف بومدين في الدولة.

## وفاة بومدين
ديسمبر 1978، مات بومدين. تاركا حكومة موحدة، اقتصادا صناعيا، دولة اشتراكية، قطاع محروقات ضخم ومصدر، نظاما سياسيا مستقرا. ترك أيضا، فراغا سياسيا. رخاء السبعينات عاد لبومدين أخيرا، غيابه المفاجئ، ترك حزب الجبهة ومجلس الشعب في ورطة.
لم يكن له نائب رئيس، فعين رئيس مجلس الشعب، كخليفة مؤقت، خدم لغاية عقد مؤتمر استثنائي للجبهة، تم خلاله تقديم العسكري، والأكبر سنا بينهم، العقيد الشاذلي بن جديد، كرئيس للحزب الوحيد، ومرشحه للانتخابات الرئاسية، عام 1979.
بعد أسبوع، تم انتخابه في استفتاء، 6% فقط من المنتخبين لم يصوتوا له.

## إثراء الميثاق الوطني
بداية سنة 1985 أعلن الشاذلي بن جديد رئيس البلاد آن ذاك بأن هذه الوثيقة القاعدية للاشتراكية الجزائرية التي تمت الموافقة عليها بالاستفتاء يوم 27 يونيو 1976 عقب نقاش شعبي واسع سيتم «إثراؤها» على ضوء السنوات العشرة الماضية.
عرضت على مؤتمر استثنائي لجبهة التحرير الوطني. وفي يوم 16 يناير 1986، تمت الموافقة على الميثاق الوطني بأغلبية ساحقة بنسبة 30ر98 بالمائة 